# Kékessy Andrea
Kékesy Andrea, Bernolák Imréné (Budapest, 1926. szeptember 17. – Kanada, 2024. november 21.) olimpiai ezüstérmes, világbajnok műkorcsolyázó.

## Élete
1941-től 1949-ig a BKE (Budapesti Korcsolyázó Egylet) versenyzője volt. 1944-től 1949-ig szerepelt a magyar válogatottban. Páros és egyéni versenyszámban is versenyzett, de jelentős eredményeket – Király Edével – párosban ért el. Az 1948. évi olimpián ők nyerték Magyarország első – és 1980-ig egyetlen – téli olimpiai ezüstérmét.
A Pázmány Péter Tudományegyetemen tanári oklevelet szerzett, majd 1949-ben – tanulmányai befejezése után – Kanadában telepedett le. Nyugalomba vonulásáig Ottawában minisztériumi tisztviselő volt.
Halálakor Magyarország második legidősebb olimpiai érmese volt Keleti Ágnes után.

## Sporteredményei
Párosban Király Edével:
- olimpiai 2. helyezett (1948)
- világbajnok (1949)
- világbajnoki 2. helyezett (1948)
- kétszeres Európa-bajnok (1948, 1949)
- kétszeres főiskolai világbajnok (1947, 1949)
- négyszeres magyar bajnok (1944, 1947, 1948, 1949)